# Henri-David Chaillet

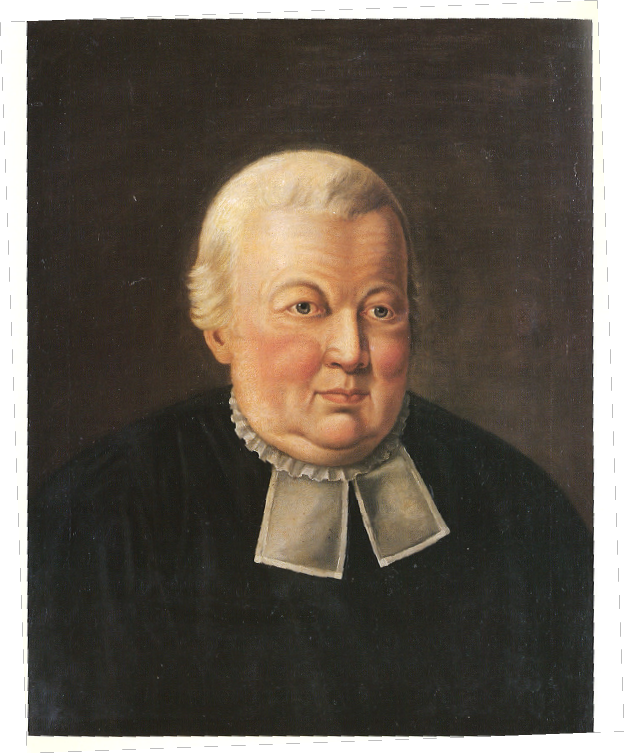
Dominee (de) Chaillet

Henri-David (de) Chaillet (La Brévine, 12 juli 1751 – Auvernier, 30 oktober 1823) was een evangelisch-lutherse dominee en literatuurcriticus. Hij leefde in het vorstendom Neuchâtel, dat bestuurd werd door het koninkrijk Pruisen.

## Levensloop

### Familie
Chaillet stamde uit een familie van burgerij in de stad Neuchâtel, hoofdstad van het gelijknamige vorstendom. Hij was een zoon van de geestelijke Samuel Chaillet (1712-1803) en Barbe de Tribolet Hardy (1717 - ).
Chaillets eerste huwelijk was met Marie-Françoise-Charlotte Rognon (1748-1801) en het echtpaar had zes kinderen. Dit huwelijk liep op de klippen. Zijn tweede huwelijk was met Rosette Du Pasquier (1756-1827). Aangezien zijn relatie met Du Pasquier schandaal uitlokte, huwde hij haar pas formeel in 1801, nadat zijn eerste vrouw overleden was.

### Beroepsleven
Chaillet studeerde vanaf 1766 theologie aan de universiteit van Bazel. Deze studies zette hij voort aan de universiteit van Genève van 1769 tot 1772. Aanvankelijk werkte hij als hulpdominee in Colombier en Auvernier in het kanton Neuchâtel en vervolgens van 1789-1806, na zijn aanstelling in het ambt van dominee in de stad Neuchâtel. 
Vanaf 1798 was Chaillet deken van de Classe des pasteurs in Neuchâtel. 
Na zijn studies behield Chaillet een interesse in auteurs van de Klassieke oudheid en in eigentijdse filosofen van de Verlichting en theologen. Hij publiceerde literatuurkritieken. Van 1779 tot 1784 was hij redacteur bij het Journal helvétique. Dit tijdschrift heette aanvankelijk Mercure suisse. Via de literaire kring van Belle van Zuylen in Colombier raakte hij in contact met de filosoof Benjamin Constant.  
Chaillet was een bewonderaar van het wetgevend werk door koning Frederik II van Pruisen, vorst van Neuchâtel. Hij zag er een vereenvoudiging van de regelgeving in.
Hij stierf na een ongelukkige val in 1823. Zijn grafsteen staat in de kapel van Auvernier. Briefwisseling van hem is bewaard in de Bibliothèque publique et universitaire de Neuchâtel.

## Werken
Enkele van zijn werken zijn de volgende:
- Sermons sur les dogmes fondamentaux de la religion naturelle. Neuchâtel, 1783.
- La subordination. Neuchâtel, 1786.
- Henri-David Chaillet; Louis Fauche-Borel: Nécessité de la prédication, ou, Sermon prononcé à Neuchâtel le 18 mars 1789. Neuchâtel, 1789.
- Jean-Frédéric Ostervald; George-François Jaquemot; Henri-David Chaillet: Celeberrimi D. Ostervald, Neocomensis pastoris & theologi, Theologiae Christianae compendium. Neuchâtel, 1789.
- Discours qui a obtenu l’accessit au jugement de l’Académie de Besançon, sur la question proposée pour le prix d’éloquence en 1788: Le génie est-il au-dessus de toutes règles? Neuchâtel, 1789.
- Henri-David Chaillet; Albertine de Montmollin: Mon apologie: et Abraham dit à Loth: Séparons-nous, je te prie. Neuchâtel, 1798.
- Sermons. Band I, Band II, Band III. Neuchâtel, 1797-1810.
- Henri-David Chaillet; César-Henri Monvert: Analyse des leçons de théologie. Neuchâtel, 1800.
- Sermon sur les devoirs domestiques en général. Neuchâtel, 1812.
- Sermon sur la débonnaireté. Genève, 1813.
- Ferdinand Olivier Petitpierre; Henri-David Chaillet: Plan de lecture de l’Ecriture sainte, au moyen duquel on peut aisément lire le Vieux Testament une fois en trois ans, et le Nouveau Testament une fois chaque année. Neuchâtel, 1814.
- De la simplicité de la doctrine chrétienne. Neuchâtel, 1819.

## Film
Arthur Boni (1934-2022) speelde de rol van dominee Chaillet in de kostuumfilm Belle van Zuylen - Madame de Charrière, een film uit 1993.